# Giancarlo Fisichella
Giancarlo Fisichella (Róma, 1973. január 14. –) olasz autóversenyző.
A 2009-es Formula–1-es szezon kezdeténél még a Force India csapatnál versenyzett, de Felipe Massa balesetét követően, a Ferrari felkínálta neki a lehetőséget, hogy helyettesítse a kiesett versenyzőt (előtte két futam erejéig az olasz Luca Badoer pótolta Massát). Év végén felhagyott a versenyzéssel, de tesztpilótaként továbbra is a csapatnál maradt.
Kétszeres Le Mans GTE Pro győztes.

## Pályafutása

### A Formula–1 előtt
A legtöbb autóversenyzőhöz hasonlóan Fisichella is gyermekkorában gokartozással kezdte pályafutását. Legnagyobb sikerei: 1988-ban pole-pozíció a gokart világbajnokságon, 1989-ben második helyezés a junior gokart Európa-bajnokságon, negyedik helyezés a junior gokart világbajnokságon, interkontinentális bajnoki cím. 1991-ben második helyezés a gokart Európa-bajnokságon.
1992-ben, 19 éves korában kezdett el autókkal versenyezni az olasz Formula–3-as bajnokságban az RC Motorsport csapat színeiben egy Ravarotto-Alfa Romeóval. Egy futamgyőzelmet szerzett (Imola) és a nyolcadik helyen végzett összetettben. 1993-ban a harmadik helyet szerezte meg ugyanebben a bajnokságban, két futamgyőzelemmel (Monza, Pergusa). Második helyet szerez a híres monacói Forma-3-as Grand Prix-n. Autója ekkor már egy Ravarotto-Ralt-Fiat, majd Dallara-Fiat. Ugyanebben a szezonban gokartozni is visszatér és harmadik helyet szerez az Európa-bajnokságon.
1994-ben az RC Motorsport Dallara-Opeljével megnyeri az olasz Forma-3-as bajnokságot összesen 10 futamgyőzelemmel és 11 pole-pozícióval. Első rajtkockát és győzelmet szerez a monacói Forma-3-as Grand Prix-n is, valamint megnyeri a Forma-3-as Makaói Világkupa egyik futamát is. Vendégszerepel a brit Forma-3-as bajnokságban, ahol a Formula–1-es brit nagydíj betétfutamaként megrendezett versenyen a negyedik helyen ér célba.
1995-ben a Formula–1-es Minardi csapat tesztpilótája lett, közben túraautó versenyeken indult az Alfa Romeo színeiben. A Német Túraautó Bajnokságban (DTM) összetettben a 15., a Nemzetközi Túraautó Bajnokságban (ITC) a 10. helyen végzett. 1996-ban is bajnokságban szerepel (és összetettben hatodik helyet szerez), ám csak a szezon egy részében, mert közben a Minardi előléptette versenypilótának a Formula–1-es csapatába, Giovanni Lavaggi helyére.

### A Formula–1-ben

#### Minardi
Fisichella nyolc versenyen vett részt a Minardi csapat színeiben az 1996-os szezonban. Ebből háromszor ért célba, legjobb eredménye a kanadai nagydíjon elért nyolcadik helye volt.

#### Jordan
Fisichella 1997-ben a Jordan-Peugeot-val futotta első teljes Formula–1-es szezonját, ahol az akkor újonc Ralf Schumacher volt a csapattársa. Fisichella két alkalommal is dobogóra tudott állni ebben a szezonban: Kanadában a harmadik, Belgiumban egy esőversenyen a második helyen végzett, Spanyolországban pedig övé volt a verseny leggyorsabb köre. Összetettben 20 pontot gyűjtött és ezzel a világbajnoki pontverseny nyolcadik helyét szerezte meg. Csapattársa 13 ponttal a 11. volt.

#### Benetton
A Benetton csapat éppen leszállóágba került, amikor Giancarlo Fisichella 1998-ban hozzájuk szerződött. 1997 végén kiszállt a Renault a Formula–1-ből, így 1998-ra egy gyenge Playlife motorral kellett beérnie a csapatnak. Fisichellának mégis voltak felvillanásai: két alkalommal dobogóra állt (második hely Monacóban és Kanadában) és szerzett egy pole-pozíciót az osztrák nagydíjon. A szezon végén az olasz versenyző a világbajnoki pontverseny kilencedik helyén végzett 16 ponttal – egy ponttal elmaradva csapattársától, Alexander Wurztól.
1999-ben újra egy kanadai második hely volt az év csúcspontja Fisichella számára. Összesítésben a kilencedik helyen végzett 13 ponttal, ezúttal jóval megelőzve Wurzot, aki 3 ponttal tizenharmadik lett.
2000-ben Fisichella háromszor állhatott dobogóra a Benettonnal: Brazíliában második, Monacóban harmadik, majd Kanadában ismét harmadik lett. A világbajnoki pontversenyben 18 ponttal hatodik helyen végzett, miközben Wurz mindössze 2 pontot szerzett.
2001-ben ismét beszállt a Renault a Formula–1-be és a Benetton hivatalos motorszállítója lett. Fisichella új csapattársat is kapott, a 2000-ben debütáló Jenson Button személyében. A Benetton B201-es sokszor a hagyományosan leggyengébbnek számító Minardikkal küzdött az utolsó két sor rajthelyeiért, ám a szezon előrehaladtával tapasztalható volt némi fejlődés, sőt Belgiumban Fisichella ismét dobogóra állhatott (harmadik hely). Az olasz versenyző a bajnokság tizenegyedik helyén végzett 8 ponttal – s egyértelműen maga mögött tudhatta Buttont, aki csak 2 pontot szerzett az év során. Fisichella ennek ellenére kénytelen volt elhagyni a csapatot, miután megromlott viszonya a csapatfőnökkel, Flavio Briatoréval.

#### Ismét a Jordannél

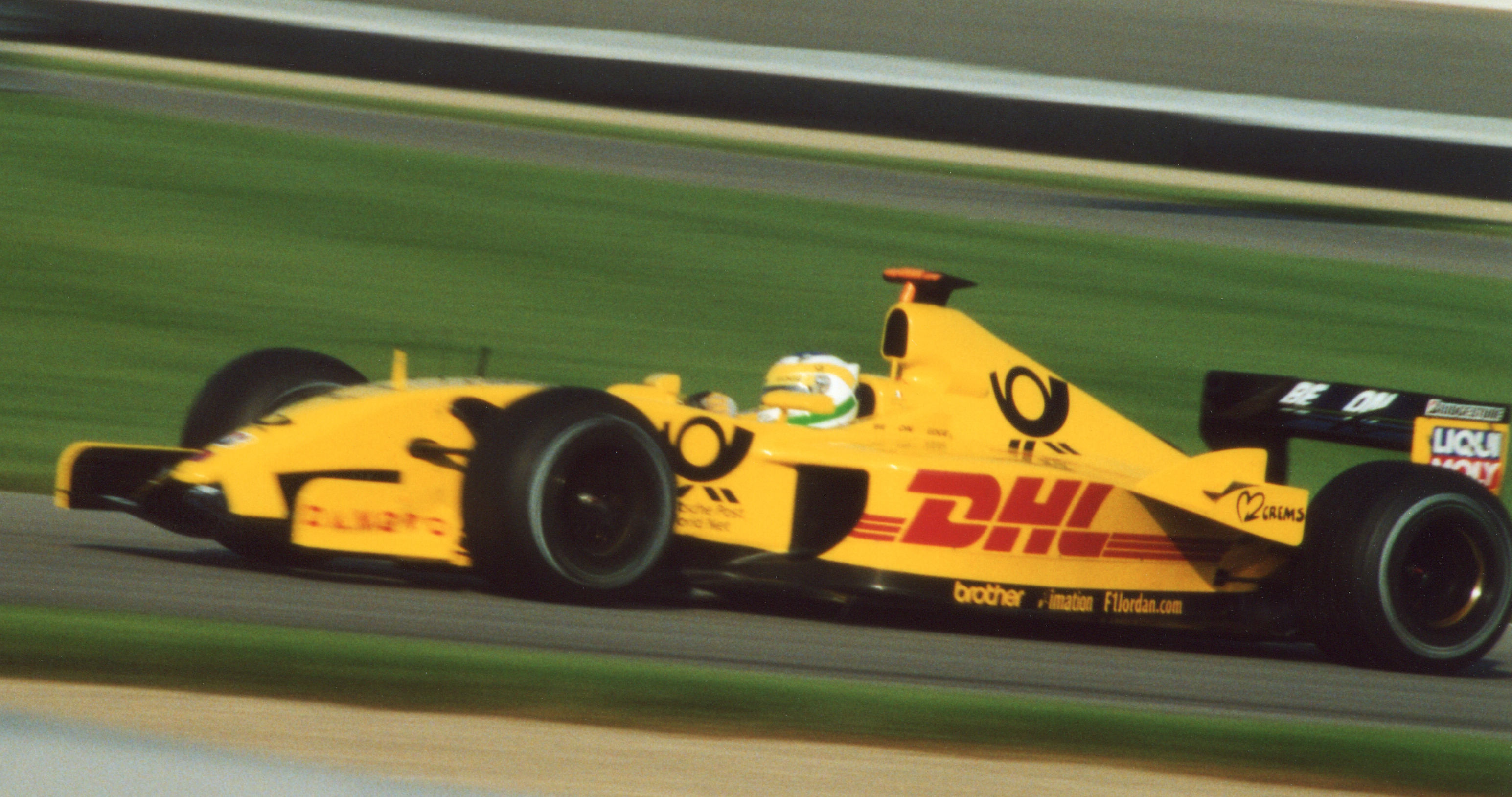
A Jordannal a 2002-es amerikai nagydíjon

2002-ben Fisichella visszatért egykori csapatához, a Jordanhez. A Honda motorral szereplő magáncsapat ekkor már hanyatlóban volt. Fisichella 7 pontot szerzett az év során és a világbajnokság 11. helyén végzett. Újonc csapattársa, Szató Takuma 2 ponttal tizenötödik volt.
2003-tól a Honda kizárólagosan a BAR csapatra kívánt koncentrálni, így a Jordan Ford motorra váltott. Fisichella csapattársa is változott: az újonc Ralph Firman vezette a másik Jordant.
Az autó ezúttal sem volt túl erős, Fisichellának mégis sikerült megnyernie az esős-kaotikus brazil nagydíjat. A dobogó legtetejére a versenyt követően ugyan még Kimi Räikkönen állt fel, ám később az FIA megállapította, hogy az idő előtt leintett futamon valójában Fisichella állt az élen, amikor ténylegesen véget ért a verseny. Ezzel az olasz versenyző learatta pályafutása első futamgyőzelmét. (A Jordan csapat számára azonban az utolsót, mielőtt 2005-ben felvásárolta a Midland.) A következő futam helyszínén, Imolában Fisichella és Räikkönen ünnepélyesen trófeát cseréltek.
Ezen a futamgyőzelmen kívül Fisichella mindössze 2 pontot szerzett a szezonban, így összesen 12 ponttal a bajnokság tizenkettedik helyén végzett. Csapattársa mindössze 1 pontot tudott begyűjteni.

#### Sauber
2004-ben Fisichella a Sauber Petronas csapatnál folytatta pályafutását, ahol Felipe Massa lett a társa. Az olasz versenyző 22 ponttal a világbajnokság tizenegyedik helyét szerezte meg. Massa 12 ponttal tizenkettedik volt.

#### Renault

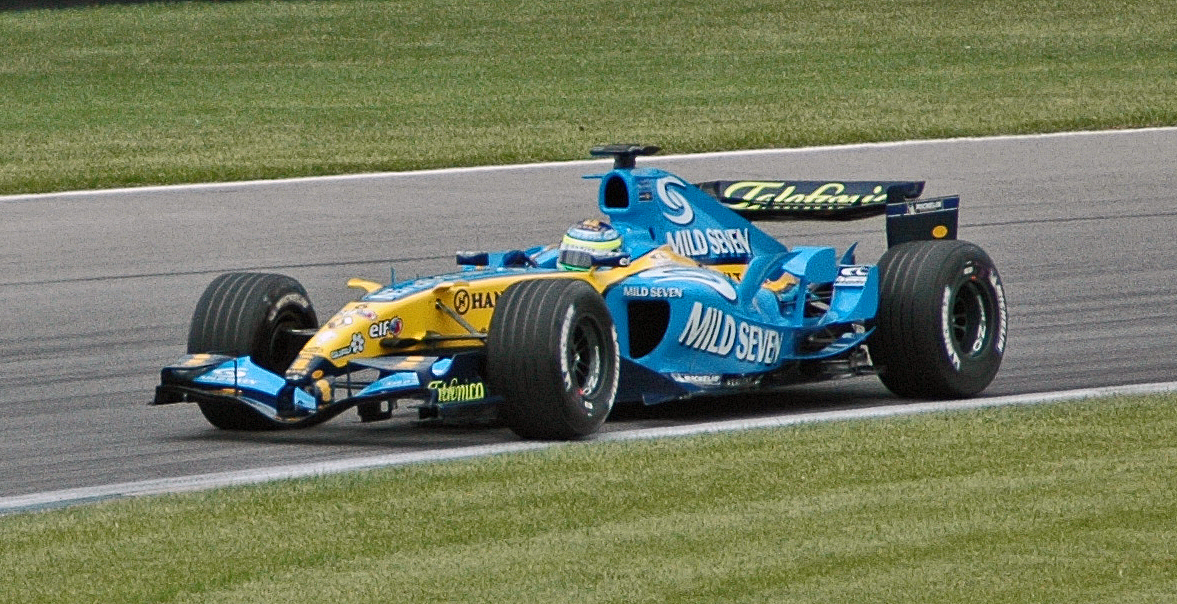
A 2005-ös amerikai nagydíj időmérő edzésén

A Jarno Trullival elégedetlen Renault 2004 második felében ismét felvette a kapcsolatot Fisichellával és a következő szezonra leszerződtették Fernando Alonso mellé. A csapat ebben az évadban csúcsa ért: Alonsóval a volánnál egymás után nyerték a versenyeket, végül pedig a világbajnokságot is. Ám amíg Alonsónak egyszer sem kellett kiállnia műszaki hiba miatt 2005-ben, addig Fisichella rendszeresen műszaki problémákkal küzdött.
Az év első futamán, Melbourne-ben még Fisichella nyerni tudott a pole-pozícióból, ám utána sorozatos kiesések következtek, így nem volt versenyben a világbajnoki címért. Végül ausztráliai diadalán kívül még kétszer állhatott dobogóra: Monzában (3. hely) és Suzukában (2. hely). Utóbbi nagydíjon emlékezetes csatát vívott Kimi Räikkönennel, aki a mezőny végéről fölkapaszkodva, jobban tapadó gumijainak köszönhetően az utolsó körben vette el tőle a győzelmet. Összetettben 58 ponttal a világbajnokság ötödik helyén végzett.

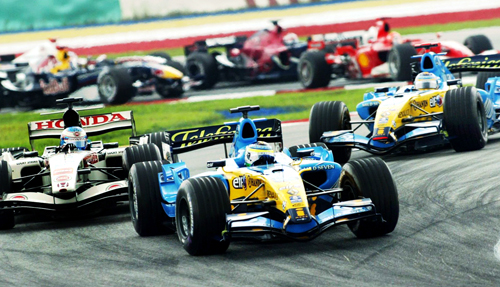
Fisichella megnyeri a 2006-os maláj nagydíjat

A 2006-os év jobban sikerült Giancarlo számára, az év elején nyerni tudott Malajziában, és ezt követően is jó teljesítményt nyújtott, nem ért célba pontszerző helyen kívül és csak kétszer esett ki az egész szezonban, Bahreinben és a magyar nagydíjon. Szereplése így is háttérbe szorult csapattársa, Fernando Alonso mögött, aki egész évben harcolt a világbajnoki címért Michael Schumacherrel, amit végül meg is szerzett. Fisichella összesen 72 pontot gyűjtött a szezonban, és ezzel a 4. helyen végzett. Legjobb eredménye a malajziai győzelem volt, emellett négyszer állhatott dobogóra, a spanyol, az amerikai, a kínai és a japán nagydíjon. Mindannyiszor 3. lett.

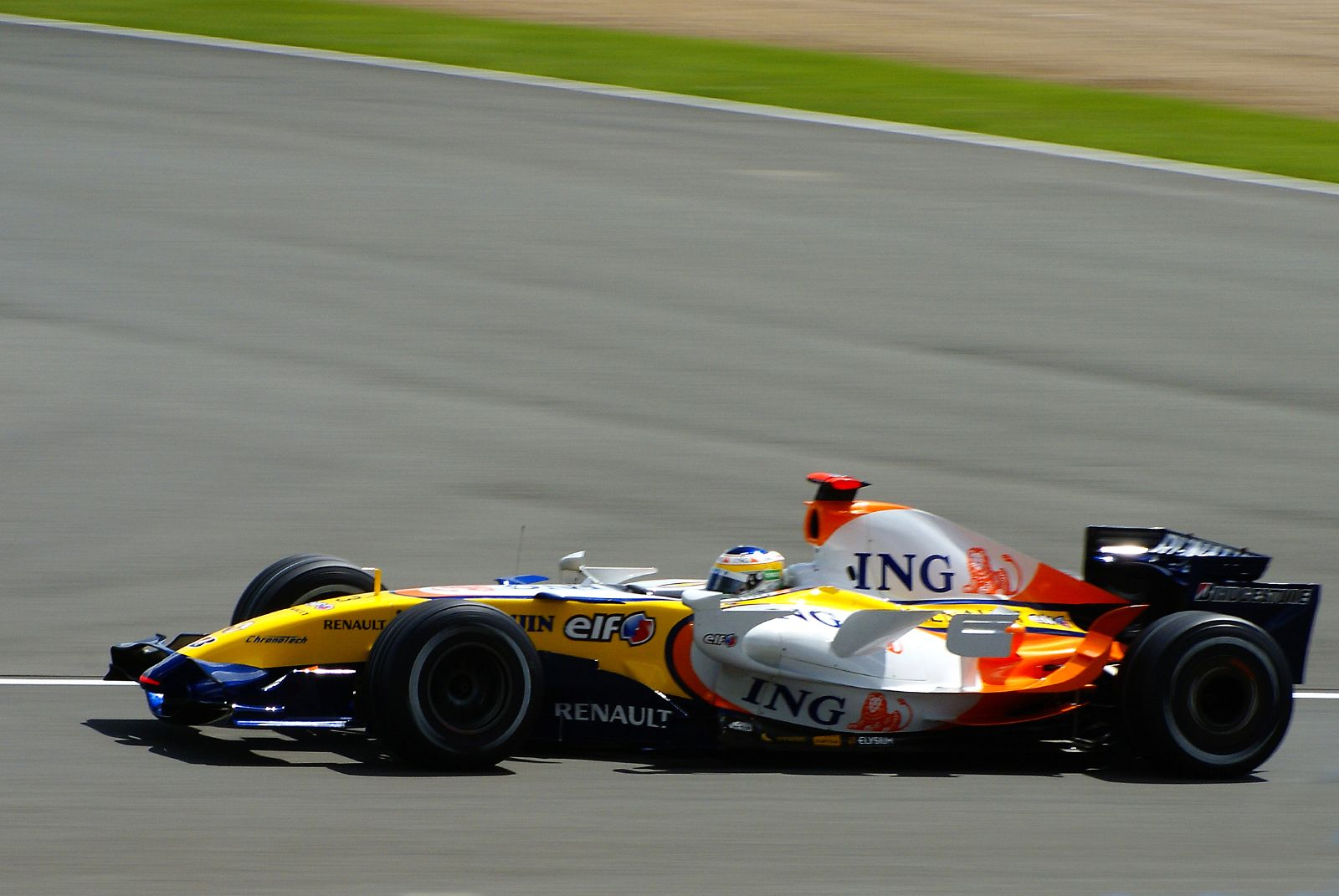
Az új Renault-tal a 2007-es brit nagydíjon

A sikeres évek után nehezebb időszak köszöntött a Renault csapatra. 2007-re a McLarenhez távozott a világbajnok Alonso, szerződést bontott a két főszponzor, az addig névadó dohánycég, a Mild Seven és a spanyol telefontársaság, a Telefonica, ami nagyrészt a spanyol versenyző csapatváltásának volt köszönhető. Flavio Briatore maradt a csapatfőnök.
A megüresedett ülésre a csapat addigi tesztpilótáját, a finn Heikki Kovalainent szerződtették, valamint a névadó főszponzor szerepét a holland biztosító, az ING vállalta.
Az autó új festést kapott, az eddigi kék színt a narancssárga-fehér váltotta fel. Az év elején hatalmas volt a visszaesés a megelőző évhez képest, Fisichella ugyan rendszeres pontszerző volt az évad első felében, de az újonc finn még nem szokott hozzá az új technikához. Az szezon második harmadában már egyértelmű volt a javulás, de a csapat még így sem tudta felvenni a versenyt a legjobbakkal (McLaren, Ferrari), de a BMW-hez képest is komoly hátrányban volt. Fisichella az idény során 21 pontot szerzett, de csapattársa stabilan jobban teljesített nála. Legjobb eredménye a 4. hely volt, Monacóban.

#### Force India

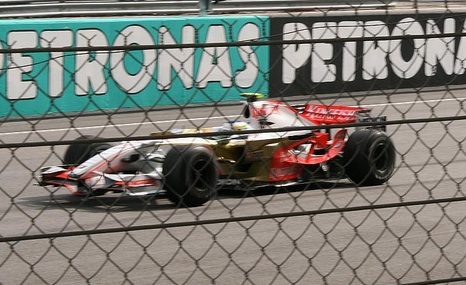
A Force Indiával Malajziában

A 2008-as idényre a Renault leszerződtette az ifjabb Nelson Piquet-t, Alonso pedig visszatért a McLarentől, így Fisichella kiszorult a csapatból. 2008 januárjában jelentették be, hogy a Spyker csapat örökét átvevő Force India első számú versenyzője lesz az idényben, Adrian Sutil csapattársaként.
Ausztráliában kiesett, Malajziában és Bahreinben sem szerzett pontot. A spanyol nagydíjon pályafutása 200. versenyén indult. A sok kiesés és biztonsági autós időszak miatt egy ideig pontszerző helyen haladt, majd körökön keresztül sikerrel verte vissza a büntetése miatt mögé került Nick Heidfeld előzési kísérleteit. Végül azonban csak a 10. helyen ért célba, ami az eddigi legjobb eredménye a szezonban. Törökországban csak az utolsó helyről indulhatott, és az első körben karambolozott Nakadzsimával. Mindketten kiestek. A monacói nagydíjon pályafutása 200. rajtját ünnepelte, de csak az utolsó helyről indulhatott, a futamot váltóhiba miatt feladni kényszerült.
Kanadában az időmérőn 17. lett, de a versenyen az 53. körben kicsúszott. A francia nagydíjon legalább célba ért, de csak a 18. helyen. A brit nagydíj időmérőjén ismét az utolsó helyet érte el, és az esős futamon kicsúszott a kavicságyba. Németországban Fisichella a 20. helyről rajtolva 16. lett.

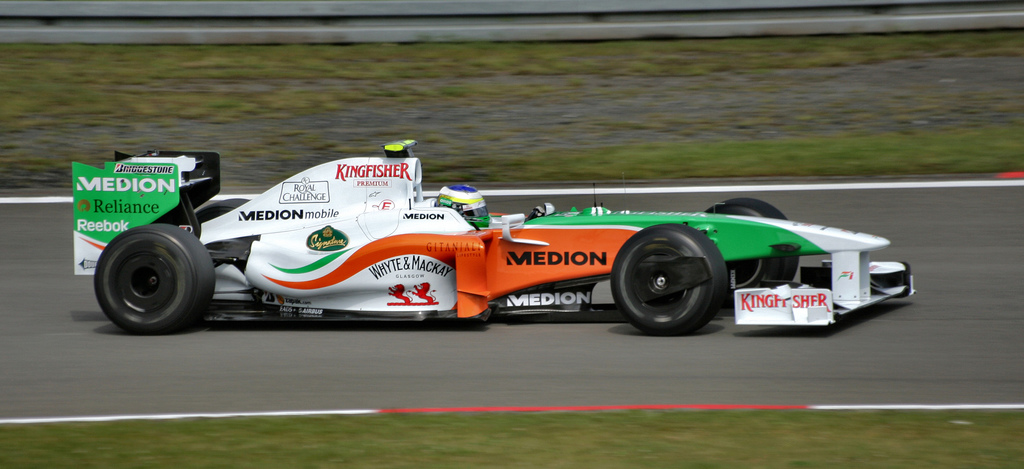
2009-ben a Nürburgringen

A Hungaroringen, Valenciában és Spában a 15., 14., illetve 17. helyet szerezte meg. Az esős olasz nagydíjon kiesett, Szingapúrban utolsó előtti célbaérőként 14. lett. A világbajnokságot pont nélkül zárta, a 19. helyen.
2009-re a Force India Mercedes motorokra váltott, az autók versenyképessége és gyorsasága folyamatosan javult, de Fisichella és csapattársa, Sutil sem tudott pontszerző helyen célba érni, bár több alkalommal közel álltak hozzá. A belga nagydíjon megszerezte a csapat első pole-pozícióját, az olasznak ez volt az első pole-ja a 2006-os maláj nagydíj óta. A futamon az eddig sereghajtó autóval Kimi Räikkönen után a második helyen, kevesebb mint egy másodperc hátrányban ért célba, miután a finn az 5. körben – a KERS segítségével – megelőzte. Ennél jobb eredményt utoljára a 2006-os sepangi versenyen ért el, míg dobogóra a 2006-os japán nagydíjon állhatott fel.

#### Ferrari
2009. szeptember 3-án Stefano Domenicali, a Scuderia Ferrari csapatfőnöke bejelentette, hogy az olasz nagydíjtól Fisichella veszi át az előző két futamon gyengén teljesítő Luca Badoer helyét, aki a sérült Felipe Massa helyett versenyzett. Ezzel egy időben bejelentették, hogy a következő évben az olasz gárda teszt- és tartalékpilótája lesz. A szerződésében létezik egy olyan kitétel, hogyha kap ajánlatot, akkor versenyezhet más csapatnál, ám ha szükséges, akkor álljon a Ferrari rendelkezésére.

### A Formula–1 után
2010 óta hosszútávú versenyzéssel foglalkozik. A 2012-es Le Mans-i 24 órás versenyen a Ferari pilótájaként kategóriagyőzelmet (GTE Pro) aratott. Ezt az eredményét a 2014-es versenyen megismételte.
2023-ban részt vett a magyarországi Balaton Park Circuit versenypálya felavatásán, ahol ő hajtott végig először a pályán egy Ferrari FF-fel. A pálya honlapján lévő videó is az ő autózásával reklámozza a pályát.

## Eredményei

### Teljes Formula–1-es eredménysorozata
(Táblázat értelmezése)

(Félkövér: pole-pozícióból indult; dőlt: leggyorsabb kört futott) 

| Év   | Csapat      | 1      | 2      | 3      | 4       | 5      | 6       | 7      | 8      | 9       | 10     | 11      | 12      | 13     | 14     | 15     | 16     | 17     | 18     | 19    | Helyezés | Pont |
| ---- | ----------- | ------ | ------ | ------ | ------- | ------ | ------- | ------ | ------ | ------- | ------ | ------- | ------- | ------ | ------ | ------ | ------ | ------ | ------ | ----- | -------- | ---- |
| 1996 | Minardi     | AUS Ki | BRA    | ARG    | EUR 13  | SMR Ki | MON Ki  | ESP Ki | CAN 8  | FRA Ki  | GBR 11 | GER     | HUN     | BEL    | ITA    | POR    | JPN    |        |        |       | 19.      | 0    |
| 1997 | Jordan      | AUS Ki | BRA 8  | ARG Ki | SMR 4   | MON 6  | ESP 9   | CAN 3  | FRA 9  | GBR 7   | GER 11 | HUN Ki  | BEL 2   | ITA 4  | AUT 4  | LUX Ki | JPN 7  | EUR 11 |        |       | 8.       | 20   |
| 1998 | Benetton    | AUS Ki | BRA 6  | ARG 7  | SMR Ki  | ESP Ki | MON 2   | CAN 2  | FRA 9  | GBR 5   | AUT Ki | GER 7   | HUN 8   | BEL Ki | ITA 8  | LUX 6  | JPN 8  |        |        |       | 9.       | 16   |
| 1999 | Benetton    | AUS 4  | BRA Ki | SMR 5  | MON 5   | ESP 9  | CAN 2   | FRA Ki | GBR 7  | AUT 12† | GER Ki | HUN Ki  | BEL 11  | ITA Ki | EUR Ki | MAL 11 | JPN 14 |        |        |       | 9.       | 13   |
| 2000 | Benetton    | AUS 5  | BRA 2  | SMR 11 | GBR 7   | ESP 9  | EUR 5   | MON 3  | CAN 3  | FRA 9   | AUT Ki | GER Ki  | HUN Ki  | BEL Ki | ITA 11 | USA Ki | JPN 14 | MAL 9  |        |       | 6.       | 18   |
| 2001 | Benetton    | AUS 13 | MAL Ki | BRA 6  | SMR Ki  | ESP 14 | AUT Ki  | MON Ki | CAN Ki | EUR 11  | FRA 11 | GBR 13  | GER 4   | HUN Ki | BEL 3  | ITA 10 | USA 8  | JPN 17 |        |       | 11.      | 8    |
| 2002 | Jordan      | AUS Ki | MAL 13 | BRA Ki | SMR Ki  | ESP Ki | AUT 5   | MON 5  | CAN 5  | EUR Ki  | GBR 7  | FRA Sér | GER Ki  | HUN 6  | BEL Ki | ITA 8  | USA 7  | JPN Ki |        |       | 11.      | 7    |
| 2003 | Jordan      | AUS Ki | MAL Ki | BRA 1  | SMR 15† | ESP Ki | AUT Ki  | MON 10 | CAN Ki | EUR 12  | FRA Ki | GBR Ki  | GER 13† | HUN Ki | ITA 10 | USA 7  | JPN Ki |        |        |       | 12.      | 12   |
| 2004 | Sauber      | AUS 10 | MAL 11 | BHR 11 | SMR 9   | ESP 7  | MON Ki  | EUR 6  | CAN 4  | USA 9   | FRA 12 | GBR 6   | GER 9   | HUN 8  | BEL 5  | ITA 8  | CHN 7  | JPN 8  | BRA 9  |       | 11.      | 22   |
| 2005 | Renault     | AUS 1  | MAL Ki | BHR Ki | SMR Ki  | ESP 5  | MON 12  | EUR 6  | CAN Ki | USA Ni  | FRA 6  | GBR 4   | GER 4   | HUN 9  | TUR 4  | ITA 3  | BEL Ki | BRA 5  | JPN 2  | CHN 4 | 5.       | 58   |
| 2006 | Renault     | BHR Ki | MAL 1  | AUS 5  | SMR 8   | EUR 6  | ESP 3   | MON 6  | GBR 4  | CAN 4   | USA 3  | FRA 6   | GER 6   | HUN Ki | TUR 6  | ITA 4  | CHN 3  | JPN 3  | BRA 6  |       | 4.       | 72   |
| 2007 | Renault     | AUS 5  | MAL 6  | BHR 8  | ESP 9   | MON 4  | CAN Kiz | USA 9  | FRA 6  | GBR 8   | EUR 10 | HUN 12  | TUR 9   | ITA 12 | BEL Ki | JPN 5  | CHN 11 | BRA Ki |        |       | 8.       | 21   |
| 2008 | Force India | AUS Ki | MAL 12 | BHR 12 | ESP 10  | TUR Ki | MON Ki  | CAN Ki | FRA 18 | GBR Ki  | GER 16 | HUN 15  | EUR 14  | BEL 17 | ITA Ki | SIN 14 | JPN Ki | CHN 17 | BRA 18 |       | 19.      | 0    |
| 2009 | Force India | AUS 11 | MAL 18 | CHN 14 | BHR 15  | ESP 14 | MON 9   | TUR Ki | GBR 10 | GER 11  | HUN 14 | EUR 12  | BEL 2   |        |        |        |        |        |        |       | 15.      | 8    |
| 2009 | Ferrari     |        |        |        |         |        |         |        |        |         |        |         |         | ITA 9  | SIN 13 | JPN 12 | BRA 10 | UAE 16 |        |       | 15.      | 8    |

### Le Mans-i 24 órás autóverseny
| Év   | Csapat            | Csapattárs                         | Autó                   | Kategória | Kör | Összetett Helyezés | Kategória Helyezés |
| ---- | ----------------- | ---------------------------------- | ---------------------- | --------- | --- | ------------------ | ------------------ |
| 2010 | AF Corse          | Jean Alesi Toni Vilander           | Ferrari F430 GT2       | GT2       | 323 | 16.                | 4.                 |
| 2011 | AF Corse          | Gianmaria Bruni Toni Vilander      | Ferrari 458 Italia GT2 | GTE Pro   | 314 | 13.                | 2.                 |
| 2012 | AF Corse          | Gianmaria Bruni Toni Vilander      | Ferrari 458 Italia GT2 | GTE Pro   | 335 | 17.                | 1.                 |
| 2013 | AF Corse          | Gianmaria Bruni Matteo Malucelli   | Ferrari 458 Italia GT2 | GTE Pro   | 311 | 21.                | 6.                 |
| 2014 | AF Corse          | Gianmaria Bruni Toni Vilander      | Ferrari 458 Italia GT2 | GTE Pro   | 339 | 13.                | 1.                 |
| 2015 | AF Corse          | Gianmaria Bruni Toni Vilander      | Ferrari 458 Italia GT2 | GTE Pro   | 330 | 25.                | 3.                 |
| 2016 | Risi Competizione | Matteo Malucelli Toni Vilander     | Ferrari 488 GTE        | GTE Pro   | 340 | 20.                | 2.                 |
| 2017 | Risi Competizione | Pierre Kaffer Toni Vilander        | Ferrari 488 GTE        | GTE Pro   | 72  | Kiesett            | Kiesett            |
| 2018 | Spirit of Race    | Francesco Castellacci Thomas Flohr | Ferrari 488 GTE        | GTE Am    | 335 | 26.                | 2.                 |
| 2019 | Spirit of Race    | Francesco Castellacci Thomas Flohr | Ferrari 488 GTE        | GTE Am    | 327 | 43.                | 12.                |
| 2020 | AF Corse          | Francesco Castellacci Thomas Flohr | Ferrari 488 GTE Evo    | GTE Am    | 330 | 39.                | 13.                |
| 2021 | AF Corse          | Francesco Castellacci Thomas Flohr | Ferrari 488 GTE Evo    | GTE Am    | 329 | 39.                | 11.                |
| 2022 | Iron Lynx         | Matteo Cressoni Richard Heistand   | Ferrari 488 GTE Evo    | GTE Am    | 336 | 46.                | 13.                |

### Teljes FIA World Endurance Championship eredménysorozata
(Táblázat értelmezése)

(Félkövér: pole-pozícióból indult; dőlt: leggyorsabb kört futott) 

| Év      | Csapat         | Osztály   | Autó                   | Motor                         | 1      | 2     | 3     | 4     | 5      | 6     | 7     | 8      | Helyezés | Pont |
| ------- | -------------- | --------- | ---------------------- | ----------------------------- | ------ | ----- | ----- | ----- | ------ | ----- | ----- | ------ | -------- | ---- |
| 2012    | AF Corse       | LMGTE Pro | Ferrari 458 Italia GT2 | Ferrari F142 4.5L V8          | SEB Ni | SPA 2 | LMS 1 | SIL 1 | SÃO 1  | BHR 1 | FUJ 2 | SHA Ki | 52.      | 3,5  |
| 2013    | AF Corse       | LMGTE Pro | Ferrari 458 Italia GT2 | Ferrari F142 4.5L V8          | SIL 5  | SPA 1 | LMS 5 | SÃO 1 | COA 2  | FUJ 2 | SHA 4 | BHR 3  | 2.       | 135  |
| 2014    | AF Corse       | LMGTE Pro | Ferrari 458 Italia GT2 | Ferrari 4.5 L V8              | SIL    | SPA   | LMS 1 | COA   | FUJ    | SHA   | BHR   | SÃO    | 14.      | 51   |
| 2015    | AF Corse       | LMGTE Pro | Ferrari 458 Italia GT2 | Ferrari 4.5 L V8              | SIL    | SPA   | LMS 4 | NÜR   | COA    | FUJ   | SHA   | BHR    | 20.      | 24   |
| 2018–19 | Spirit of Race | LMGTE Am  | Ferrari 488 GTE        | Ferrari F154CB 3.9 L Turbo V8 | SPA 8  | LMS 2 | SIL 9 | FUJ 6 | SHA 4  | SEB 2 | SPA 4 | LMS 7  | 4.       | 99   |
| 2019–20 | AF Corse       | LMGTE Am  | Ferrari 488 GTE Evo    | Ferrari F154CB 3.9 L Turbo V8 | SIL 9  | FUJ 6 | SHA 8 | BHR 5 | COA 7  | SEB 7 | SPA 7 | LMS 4  | 12.      | 71   |
| 2021    | AF Corse       | LMGTE Am  | Ferrari 488 GTE Evo    | Ferrari F154CB 3.9 L Turbo V8 | SPA 4  | ALG 3 | MNZ 7 | LMS 7 | BHR 7  | BHR 6 |       |        | 6.       | 71   |
| 2022    | Iron Lynx      | LMGTE Am  | Ferrari 488 GTE Evo    | Ferrari F154CB 3.9 L Turbo V8 | SEB 8  | SPA 8 | LMS   | MNZ 4 | FUJ 11 | BHR 9 |       |        | 19.      | 25   |

## Magánélete
Giancarlo Fisichella jegyben jár barátnőjével, Lunával. Két gyermekük van: egy kislány, Carlotta (szül.: 1999. április 28.) és egy kisfiú, Christopher (szül.: 2003. február 1.), 2009. október 10-én házasodtak össze.
A pár gyermekeivel Monte-Carlóban él.

## Becenevei
Fisichella beceneve a nemzetközi médiában "Fisico", illetve "Fisi".